# Staurastrum denticulatum
Staurastrum denticulatum là một loài Song tinh tảo trong họ Desmidiaceae, thuộc chi Staurastrum.